# Martinsyde

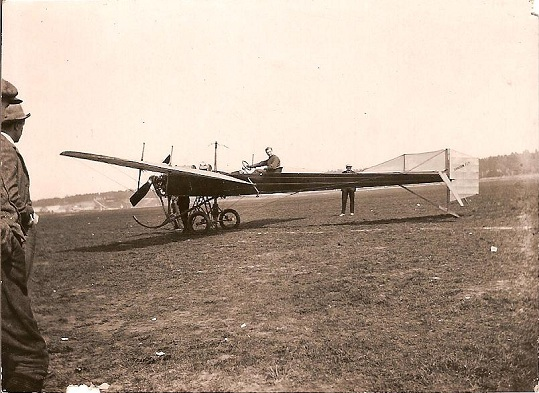
O Martin-Handasyde No.4B Dragonfly, de 1911.

A Martinsyde foi uma empresa britânica que construiu aviões e motocicletas entre 1908 e 1922, quando entrou em liquidação devido a um incêndio na fábrica.
A companhia foi criada em 1908 como uma parceria entre H.P. Martin e George Handasyde como Martin & Handasyde. O seu monoplano No.1 foi construído entre 1908 e 1909 e chegou a levantar voo antes de cair devido a um vendaval. Eles chegaram a construir uma série de monoplanos, mas foi um biplano, o S.1 de 1914, que transformou a Martin-Handasyde numa indústria de aviões bem sucedida.
Em 1915 ela foi rebatizada como Martinsyde Ltd e se tornou a terceira maior construtora de aviões britânica durante a Primeira Guerra Mundial, com campos de provas em Brooklands e uma grande fábrica próxima à Woking.

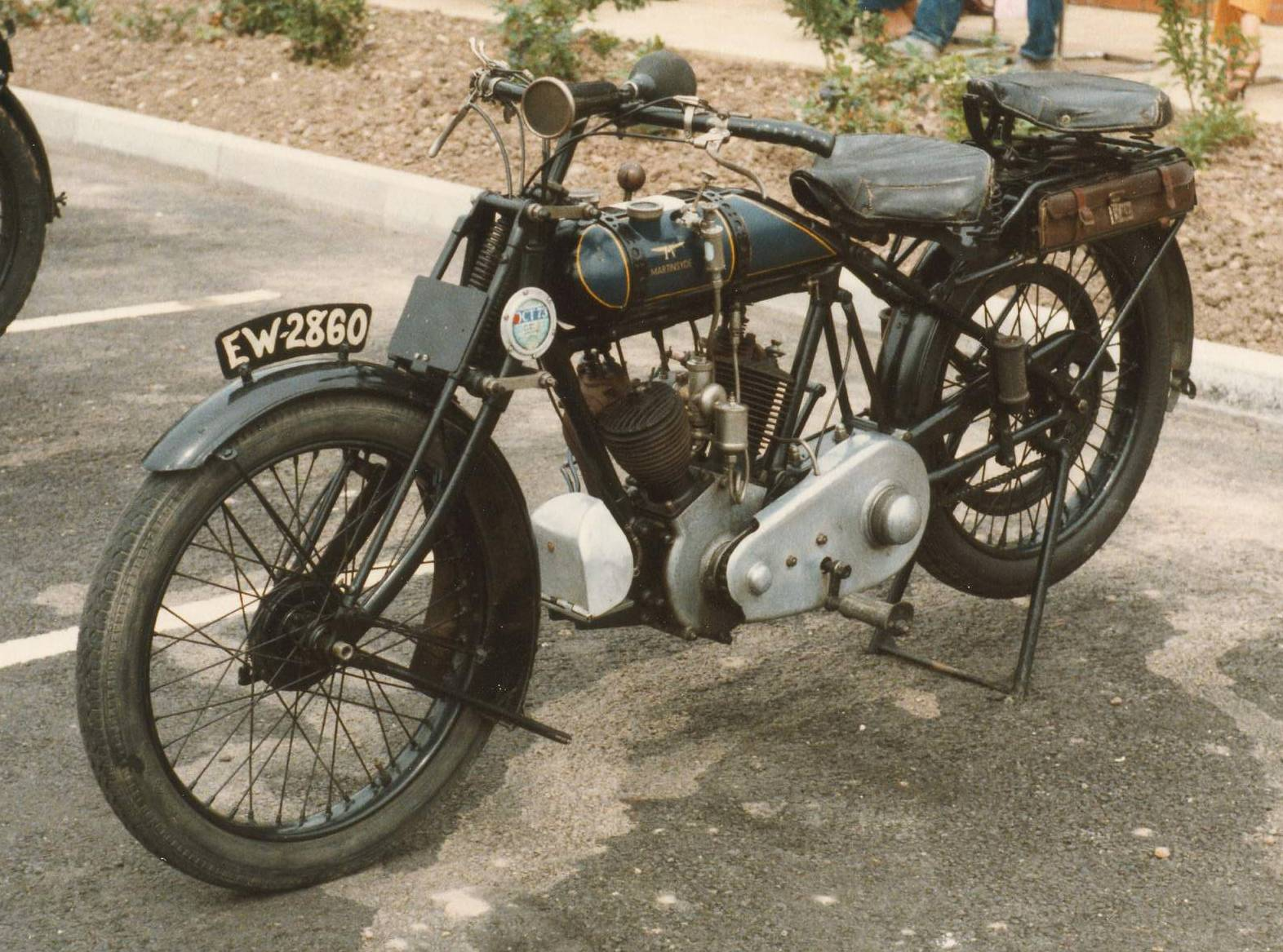
Motocicleta Martinsyde de 498 cc de 1922.